# Католицька церква на Тайвані
Като́лицька це́рква на Тайва́ні — друга християнська конфесія Тайваня. Складова всесвітньої Католицької церкви, яку очолює на Землі римський папа. Керується конференцією єпископів. Станом на 2004 рік у країні нараховувалося близько 303 000 католиків (1,37% від усього населення). Існувало 7 діоцезій, які об'єднували 452 церковних парафій.  Кількість  священиків — 705 (з них представники секулярного духовенства — 226, члени чернечих організацій — 479), постійних дияконів — 0, монахів — 644, монахинь — 1056.